# Limosina consanguinea
Limosina consanguinea är en tvåvingeart som beskrevs av Blanchard 1852. Limosina consanguinea ingår i släktet Limosina och familjen hoppflugor. Inga underarter finns listade i Catalogue of Life.